# فیلیپ کون
فیلیپ کون (انگلیسی: Philipp Kühn؛ زادهٔ ۲ سپتامبر ۱۹۹۲) بازیکن فوتبال اهل آلمان است.
از باشگاه‌هایی که در آن بازی کرده‌است می‌توان به باشگاه فوتبال روت وایس اهلن و باشگاه فوتبال اس‌وی زاندهاوزن اشاره کرد.